# Antully
Antully is een gemeente in het Franse departement Saône-et-Loire (regio Bourgogne-Franche-Comté) en telt 861 inwoners (1999). De plaats maakt deel uit van het arrondissement Autun.

## Geografie
De oppervlakte van Antully bedraagt 36,5 km²; de bevolkingsdichtheid is 23,6 inwoners per km².
De onderstaande kaart toont de ligging van Antully met de belangrijkste infrastructuur en aangrenzende gemeenten.

## Demografie
Onderstaande figuur toont het verloop van het inwonertal (bron: INSEE-tellingen).